# Remmert-Prozess
Der Strafprozess gegen den SS-Sturmbannführer und ehemaligen Kommandanten des KZ Esterwegen Heinrich Remmert wegen der Misshandlung von Häftlingen fand im November 1934 statt. Remmert und ein Mitangeklagter wurden wegen Körperverletzung im Amt zu mehreren Monaten Gefängnis verurteilt. Der Prozess stellt eine Besonderheit dar, da es in der Zeit des Nationalsozialismus nur sehr selten zu Anklagen oder gar Verurteilungen wegen der Gräueltaten in den Konzentrationslagern kam.

## Remmerts Leben bis zum Prozess
Heinrich Remmert (* 11. September 1905 in Ennigloh; † 30. Januar 1994 in Braunschweig) war zum 21. September 1925 der NSDAP (Mitgliedsnummer 19.110) und im selben Jahr der SA beigetreten. Nachdem der ausgebildete Installations- und Elektrohandwerker 1931 arbeitslos geworden war, stieg er in der SA auf. Zum 1. November 1933 wurde er SA-Hauptsturmführer. Nach der Machtergreifung wurde er zunächst ab Juli 1933 mit einem Posten in der Allgemeinen Ortskrankenkasse von Osnabrück bedacht, diesen Beruf konnte er wahrscheinlich nur unzureichend ausfüllen, weshalb er nur wenige Monate später ab dem 20. Dezember 1933 als Kommandant des KZ Esterwegen II eingesetzt wurde.
Am 1. Juni 1934 wurde er SA-Sturmbannführer. Im August 1934 übernahm die SS das Lager und Remmert wurde als Kommandant von Hans Loritz abgelöst. Im September 1934 wurde Remmert in die SS aufgenommen (SS-Nummer 253.680), wo er ebenfalls Sturmbannführer war. Zugleich wurde er Führer der Wachtruppe im KZ Esterwegen.

## Die Vorfälle im KZ
Die Misshandlungen, wegen derer gegen Heinrich Remmert Anklage erhoben wurden, betrafen den ehemaligen Leiter des Museums für Naturkunde in Münster und Kommissar für Naturdenkmalpflege der Provinz Westfalen Hermann Reichling. Dieser hatte nach der Machtergreifung der Nationalsozialisten seine Stellungen verloren. Am 23. Mai 1934 wurde er wegen angeblicher abfälliger Bemerkungen über die Nationalsozialisten in einem Restaurant festgenommen; am 1. Juni 1934 kam er als „Schutzhäftling“ ins KZ Esterwegen. Im Konzentrationslager erlitt er aufgrund von Misshandlungen durch Remmert und den Wachmann Fred Paetzold einen Rippenbruch, außerdem hetzte Remmert seinen Hund auf ihn. Trotz der Verletzungen musste Reichling schwere körperliche Arbeiten verrichten. Zwar wurde er kurzzeitig ins Krankenhaus gebracht, er musste aber ins KZ zurückkehren.

## Aufdeckung und Hauptverhandlung
Die beiden Brüder Reichlings beschwerten sich im August 1934 über die Misshandlungen beim Reichsstatthalter und Gauleiter des Gau Westfalen-Nord Alfred Meyer. Daraufhin wurden das Geheime Staatspolizeiamt und der preußische Ministerpräsident Hermann Göring informiert. Es wurde eine Untersuchung der Vorfälle eingeleitet und die Entlassung Reichlings aus dem KZ angeordnet. Loritz verweigerte jedoch die Entlassung und behauptete, Reichling bzw. seine Brüder lögen.
Dennoch wurde am 31. August 1934 dem Oberstaatsanwalt in Osnabrück von der Zentralstaatsanwaltschaft der Auftrag gegeben, das Verfahren gegen Remmert zu eröffnen. Gegen Remmert sowie dessen Mitarbeiter Fred Paetzold wurde Haftbefehl erlassen und es wurden Ermittlungen aufgenommen. Dabei versuchte die Lager-SS unter Loritz die Ermittlungen zu behindern. Die Staatsanwaltschaft konnte aber mit Hilfe von SA-Feldpolizei Ermittlungen durchführen und Zeugen vernehmen. Reichling wurde ins Polizeigefängnis überführt und nach einer Vernehmung am 3. September 1934 aus der „Schutzhaft“ entlassen. Paetzold wurde am 1. September 1934 festgenommen; Remmert kurze Zeit später. Die Staatsanwaltschaft vernahm auch weitere Häftlinge aus dem KZ, die teilweise schon entlassen worden waren. Sie erfuhr von vielen weiteren Misshandlungen während der Zeit, in der Remmert Kommandant gewesen war. Es wurden gegen mehrere weitere Personen des Lagerpersonals Ermittlungsverfahren eingeleitet.
Remmert gab zwar zu, Reichling und andere Häftlinge mit der Hand oder der Faust geschlagen zu haben, aber von den sonstigen Misshandlungen nichts gewusst zu haben und auch nicht gewusst zu haben, wie Schutzhäftlinge zu behandeln seien. In den folgenden Wochen setzte sich unter anderem der Reichsführer-SS Heinrich Himmler, der Oberste SA-Führer Viktor Lutze sowie die NSDAP-Kreisleitung in Osnabrück für Remmerts Entlassung ein. Dies erfolgte vor allem aufgrund seiner langen Zugehörigkeit zu NSDAP und SA. Remmert blieb jedoch zunächst in Haft. Am 8. Oktober 1934 wurde beim Landgericht Osnabrück Anklage gegen Remmert und Paetzold erhoben. Remmert wurde am 27. Oktober 1934 auf Geheiß der Zentralstaatsanwaltschaft gegen den Widerstand der örtlichen Staatsanwaltschaft freigelassen und war kurz darauf wieder Führer der Wachtruppe im KZ Esterwegen. Am 16. November 1934 kam es zur Hauptverhandlung gegen Remmert und Paetzold. In dieser war Reichling Nebenkläger, der aus Furcht vor Übergriffen Polizeischutz erhielt. Die Öffentlichkeit wurde aus Sorge um die Staatssicherheit ausgeschlossen während die Funktionäre von NSDAP, SA und SS aber teilnehmen durften. Als Zeugen wurden mehrere SA-Wachmänner sowie der KZ-Kommandant Loritz vernommen. Die Staatsanwaltschaft forderte Haftstrafen von fünf Monaten, der Verteidiger von Remmert forderte einen Freispruch, der Anwalt Paetzolds eine milde Strafe. Ferner forderten die Angeklagten eine Einstellung aufgrund des Straffreiheitsgesetzes vom 7. August 1934, da keine Freiheitsstrafe von mehr als sechs Monaten zu erwarten sei. Remmert wurde zu drei Monaten Gefängnis verurteilt, Paetzold zu fünf Monaten.

## Folgen und Nachwirkung
In der zeitgenössischen Presse wurde über das Verfahren nicht berichtet. Es handelte sich um ein weitestgehend nach rechtsstaatlichen Grundsätzen ablaufendes Verfahren.
In der Folge befahl Adolf Hitler, dass weitere zu den Misshandlungen im KZ Esterwegen laufende Ermittlungen eingestellt werden sollten. Sowohl der Verteidiger Remmerts als auch der Nebenkläger Reichling legten Revision gegen das Urteil ein. Die Nebenklage zog jedoch ihre Revision zurück. Das Revisionsverfahren wurde durch Beschluss des Reichsgerichts aufgrund des Straffreiheitsgesetzes vom 7. August 1934 eingestellt. Reichling wurde nach Kriegsende wieder als Museumsdirektor und Landesbeauftragter für Naturschutz von Westfalen eingesetzt und behielt diese Ämter bis zu seinem Tod im Dezember 1947. Remmert arbeitete bis 1936 zunächst weiter im KZ Esterwegen, dann im KZ Lichtenburg. 1941 schloss er sich der Waffen-SS an. Ggegen Kriegsende gelangte er in alliierte Kriegsgefangenschaft. Von 1946 bis 1948 war er interniert. Anschließend wurde er wegen seiner SS-Zugehörigkeit zu einem Jahr Gefängnis verurteilt. Seine Internierung wurde jedoch angerechnet, sodass er freikam. 1950 wurde er wegen der Misshandlung weiterer Häftlinge zu drei Jahren Haft verurteilt; er kam im April 1954 frei. Anders als bei Ermittlungen gegen SA-Männer im KZ Dachau und anderswo hatte die NSDAP-Gauleitung das Verfahren nicht blockiert. Auch trug zur Verurteilung die Konkurrenz zwischen den staatlichen, preußischen Stellen (unter Hermann Göring) und der SS unter Heinrich Himmler bei.